# Mosquito (Isole Vergini Britanniche)
Mosquito Island (a volte anche indicata come Moskito Island) è un'isola privata nelle Isole Vergini britanniche. L'isola si trova al largo di Virgin Gorda, vicino all'isola Necker.
Il suo nome deriva dai nativi americani che vivevano sull'isola nel 1500. Sir Richard Branson, fondatore del Virgin Group, ha comprato l'isola nel 2007 per 10 milioni di dollari.

## Ambiente
Il clima è temperato-caldo.
Nel 2014 Branson ha annunciato l'intenzione di ricollocare il lemure dalla coda ad anelli da alcuni zoo del Canada, Svezia e Sudafrica. È seguita l'introduzione di vari rossi e di sifaka.